# إنغريد شوفان
إنغريد شوفان (بالفرنسية: Ingrid Chauvin)‏ هي ممثلة فرنسية، ولدت في 3 أكتوبر 1973 في فرنسا.

## وصلات خارجية
- إنغريد شوفان على موقع IMDb (الإنجليزية)
- إنغريد شوفان على موقع روتن توميتوز (الإنجليزية)
- إنغريد شوفان على موقع ألو سيني (الفرنسية)
- إنغريد شوفان على موقع أول موفي (الإنجليزية)
- إنغريد شوفان على موقع قاعدة بيانات الفيلم (الإنجليزية)
- إنغريد شوفان على موقع كينوبويسك (الروسية)